# 相良正樹
相良 正樹（さがら まさき、1836年（天保7年3月） - 1909年（明治42年）2月21日）は、日本の政治家、衆議院議員（1期）。

## 経歴
長崎県出身。漢学を学ぶ。農業を営む。長崎県出仕、南松浦郡書記、上県郡長、長崎県属となる。
1890年の第1回衆議院議員総選挙において長崎6区（対馬）から無所属で立候補して当選する。1892年の第2回衆議院議員総選挙には出馬しなかった。1910年に死去した。